# 대우 프린스
대우 프린스(Daewoo Prince)는 1983년부터 1993년까지 로얄 프린스로, 1991년부터 1996년까지 프린스로, 1996년부터 1997년까지 뉴 프린스로 판매된 한국지엠에 의해 제조된 준대형차를 통칭한다. 페이스 리프트와 마이너 체인지 등 1983년 이래 크게 4차례(1984년, 1987년, 1991년, 1996년)의 변화를 걸쳤고, 플랫폼은 후륜 구동인 오펠 레코드 E에 기반을 두고 있다. 참고로 차명인 프린스는 영어로 '왕자'를 뜻하며, 후속 차종은 레간자이다. 

## 2세대

### 로얄 프린스(1983년7월~1993년7월)

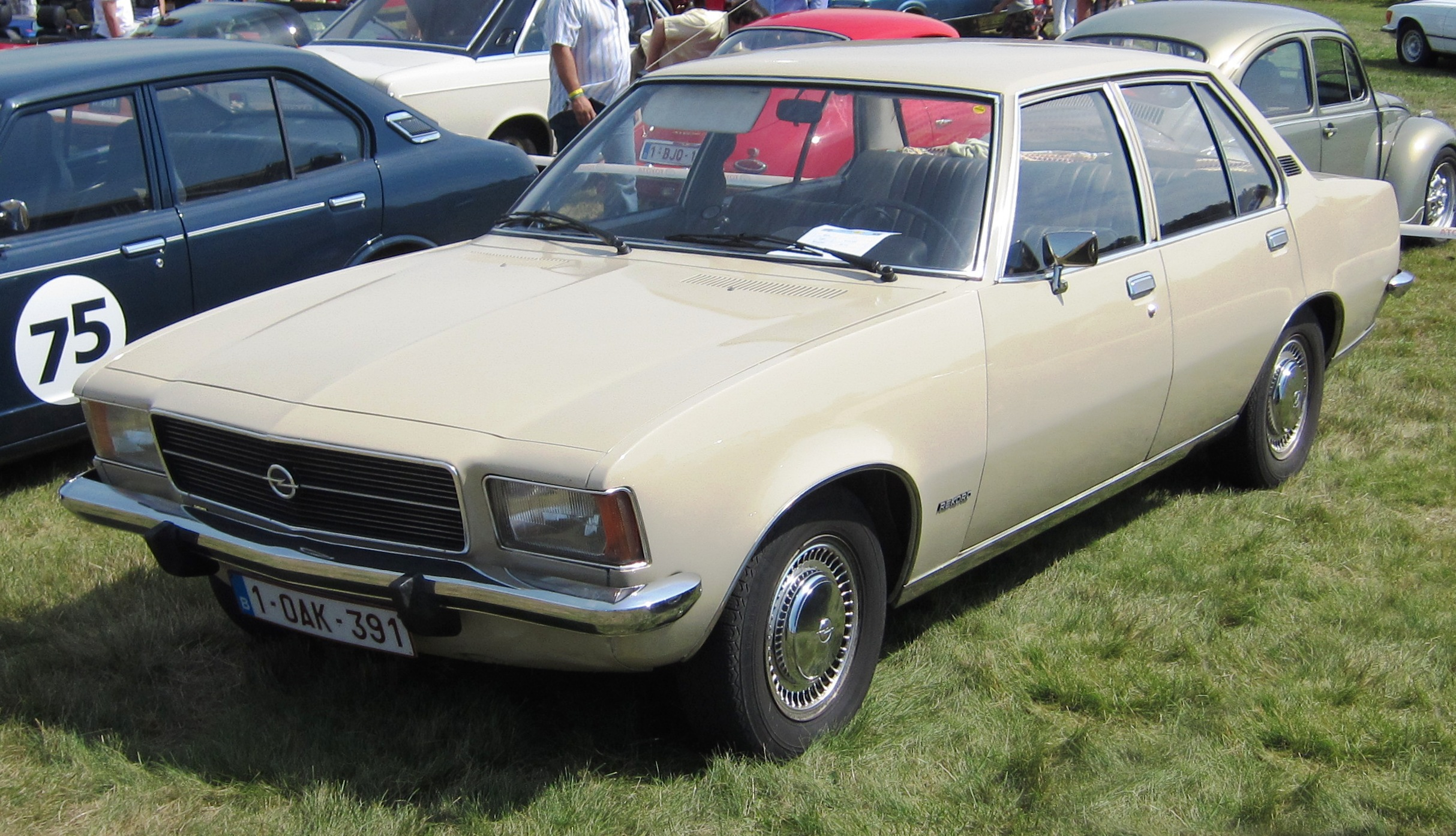
오펠 레코드 D 정측면(GM 코리아 레코드 1900의 베이스 차종)

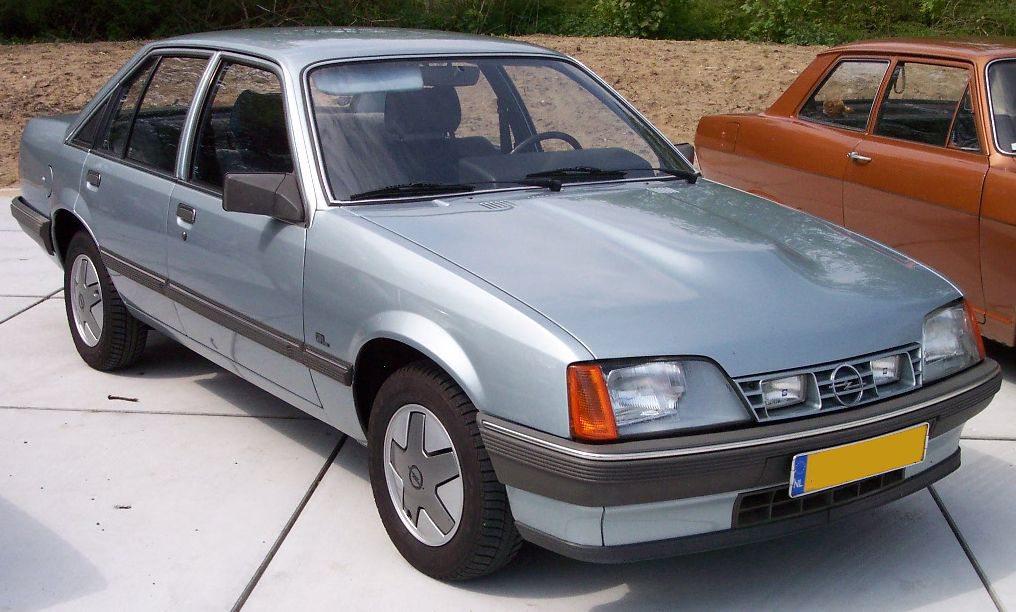
오펠 레코드 E2 정측면(대우 로얄 프린스의 베이스 차종)

프린스의 기본 플랫폼 모체는 1972년에 GM 코리아에서 생산된 레코드 1900이라는 차량으로, 레코드 D를 들여왔다. 이후 1983년 7월에 대우자동차에서는 오펠 레코드 E2를 기반으로 한 로얄 프린스를 출시하였다. 1984년 10월에 출시된 1985년형은 리어 램프가 가로 6등식 타입에서 맵시-나의 것을 거꾸로 한 듯한 모양으로 변경되었고, 1986년 3월에는 소형차로 분류되어 경제성이 높은 1,500cc 엔진이 추가되었다. 1987년 2월에 페이스 리프트를 거쳐 림 범퍼를 적용하여 안전성을 개선하였고, 프론트 뷰는 르망 GTE와 거의 통일성을 이룬 1987년형이 출시되었다. 이어 1988년 1월부터 전자 제어 연료 분사 방식의 EFI 엔진이 장착되었다. 같은 해 10월에는 라디에이터 그릴 디자인이 변경되고, 6 윈도우와 백띠 타이어가 적용된 1989년형이 출시되었다. 1991년 6월에 마이너 체인지 차종인 프린스가 출시된 이후에도 한동안 병행 생산하다가 자가용은 같은 해 10월에, 영업용(택시)은 1993년 7월에 각각 단종되었다. 
- 전장(mm) : 4,855
- 전폭(mm) : 1,720
- 전고(mm) : 1,420
- 축거(mm) : 2,668
- 윤거(전, mm) : 1,435
- 윤거(후, mm) : 1,412
- 승차정원 : 5명
- 변속기 : 수동 4단/수동 5단/자동 3단/자동 4단 (영업용 택시는 수동 4단/수동 5단만 가능)
- 구동형식 : 후륜 구동

| 구분               | 1.5              | 1.9              | 2.0              |
| ------------------ | ---------------- | ---------------- | ---------------- |
| 연료               | 가솔린           | 가솔린           | 가솔린           |
| 배기량(cc)         | 1,498            | 1,897            | 1,979            |
| 최고출력(ps/rpm)   | 89/5,500         | 102/5,400        | 119/6,000        |
| 최대토크(kg*m/rpm) | 12.9/3,000       | 16.2/3,400       | 18.0/3,800       |
| 최고속력(km)       | 1.5 최고속도 150 | 1.9 최고속도 168 | 2.0 최고속도 185 |

### 프린스(1991년6월~1996년1월)

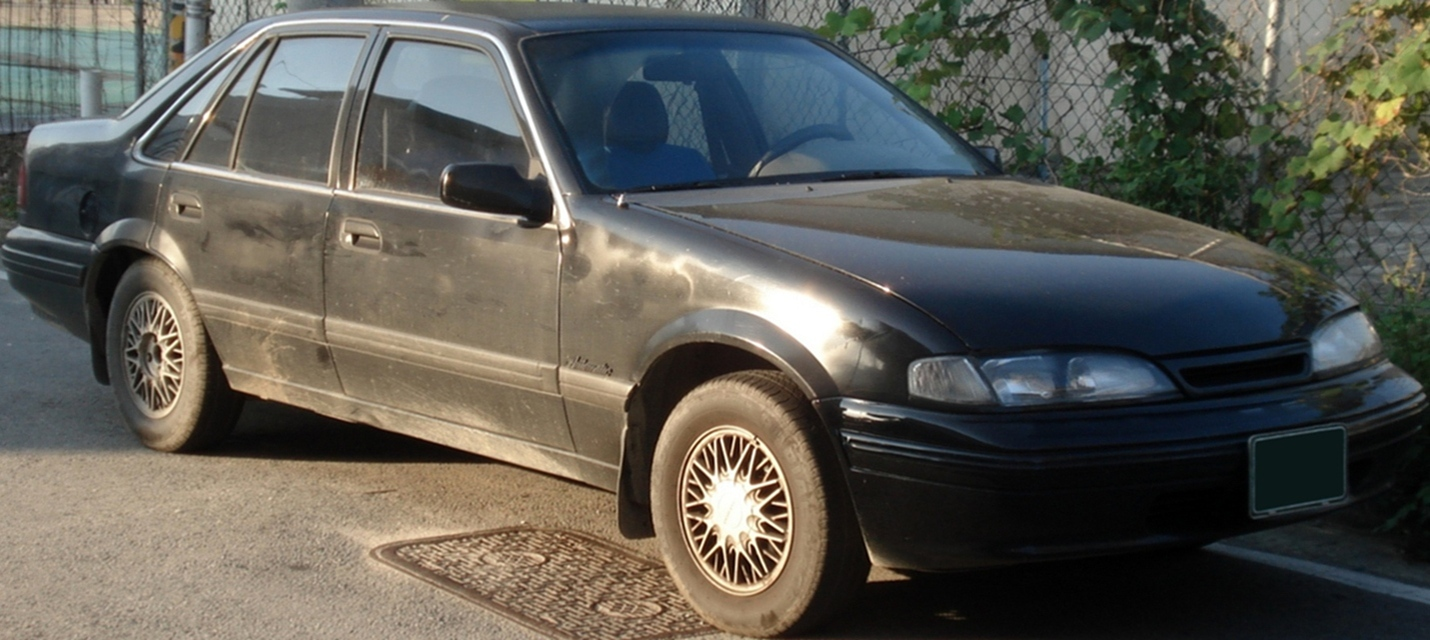
대우 프린스 정측면

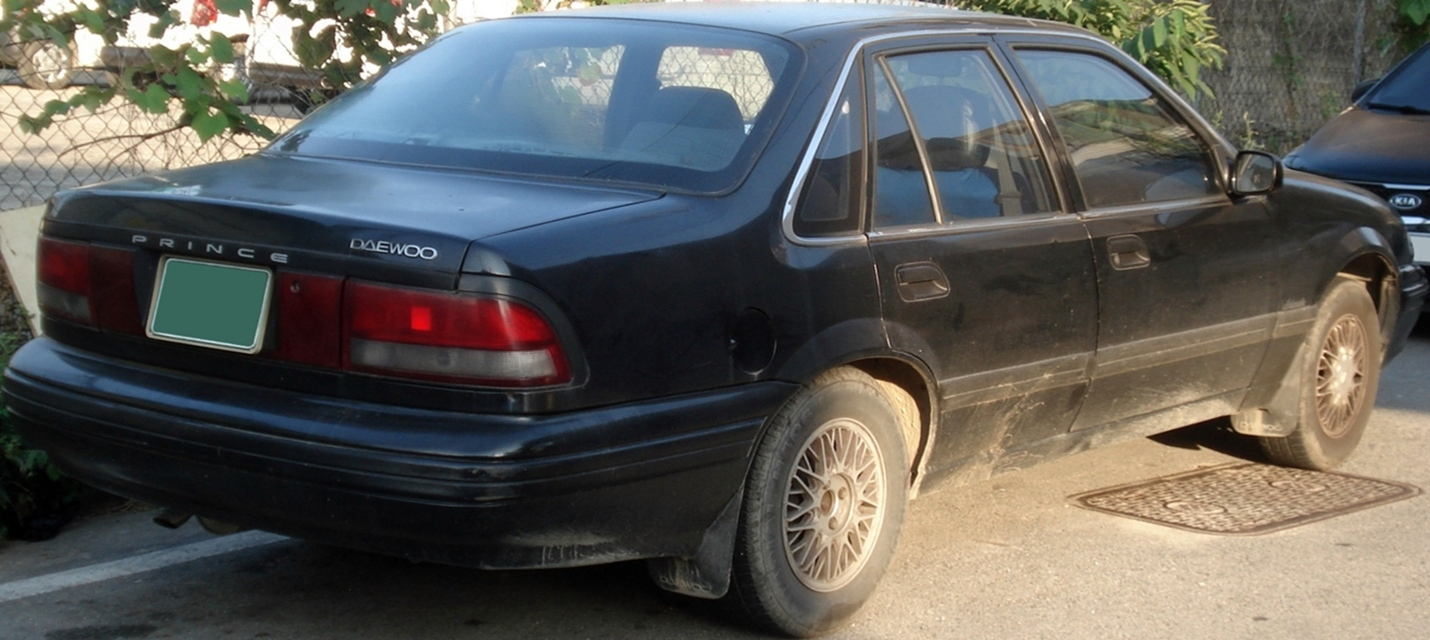
대우 프린스 후측면

1991년 6월 3일에 기존 로얄 시리즈의 플랫폼을 이용한 풀 스킨 체인지 차종으로 출시되었다. 첫 출시 당시에는 1992년형이었다. 전장에 비하여 전폭이 좁은 점이 기존 로얄 프린스와 비슷하나, 직선 형태에서 곡선 형태의 유선형 디자인으로 다듬었다. 역대 프린스 최초로 ABS가 장착되었다. 엔진은 홀덴의 것이나, 그 외의 것은 독자 개발한 에스페로에 이은 대우자동차의 고유 모델이다. 출시 당시 1,900cc 엔진과 2,000cc 엔진 등 2가지이며, 1,900cc 엔진은 로얄 프린스에서 사용된 EFI 엔진을 그대로 채용하였다. 같은 해 10월에는 프린스를 기반의 고급형인 슈퍼 살롱(1994년 8월에 선보인 1995년형부터 브로엄으로 차명 변경)이 출시되었다. 1992년 5월에 뒷면 프린스 영문 엠블럼이 트렁크 중앙에서 좌측 상단으로 옮겨졌고, 같은 해 10월에는 1,900cc 엔진을 대신하여 1,800cc 엔진이 새로 추가되었다. 1993년 6월 21일에 선보인 1994년형은 파워 안테나의 위치가 조수석 앞 펜더 근처에서 운전석 뒷 펜더 근처로 옮겨졌고, 알루미늄 휠의 디자인 변경과 소음을 낮추는 등의 변화가 있었다. 같은 해 7월에는 택시가 추가되었다. 1994년 8월 25일에 선보인 1995년형은 운전석 에어백이 적용되어 안전성을 높였다. 
- 전장(mm) : 4,802
- 전폭(mm) : 1,720
- 전고(mm) : 1,417
- 축거(mm) : 2,670
- 윤거(전, mm) : 1,435
- 윤거(후, mm) : 1,412
- 승차정원 : 5명
- 변속기 : 수동 5단/자동 4단 (영업용 택시는 수동 5단만 가능)
- 구동형식 : 후륜 구동

| 구분               | 1.8 MPFI(SOHC)         | 1.9 EFI(SOHC) | 2.0 MPFI(SOHC)         |
| ------------------ | ---------------------- | ------------- | ---------------------- |
| 연료               | 가솔린                 | 가솔린        | 가솔린                 |
| 배기량(cc)         | 1,796                  | 1,897         | 1,998                  |
| 최고출력(ps/rpm)   | 110/5,400              | 103/5,200     | 115/5,200              |
| 최대토크(kg*m/rpm) | 16.4/2,600             | 15.6/2,800    | 18.0/2,600             |
| 연비(km/l)         | 13.2(수동)/ 11.5(자동) |               | 12.2(수동)/ 10.7(자동) |

### 뉴 프린스(1996년1월~1999년12월)

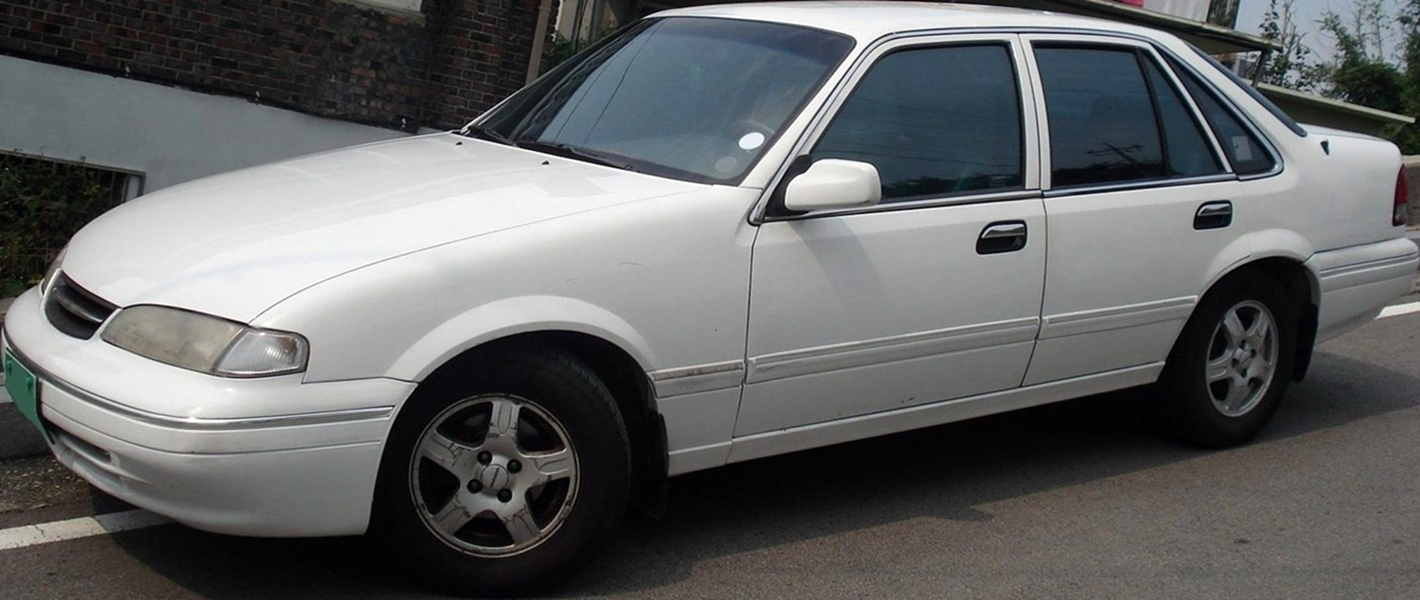
대우 뉴 프린스 정측면

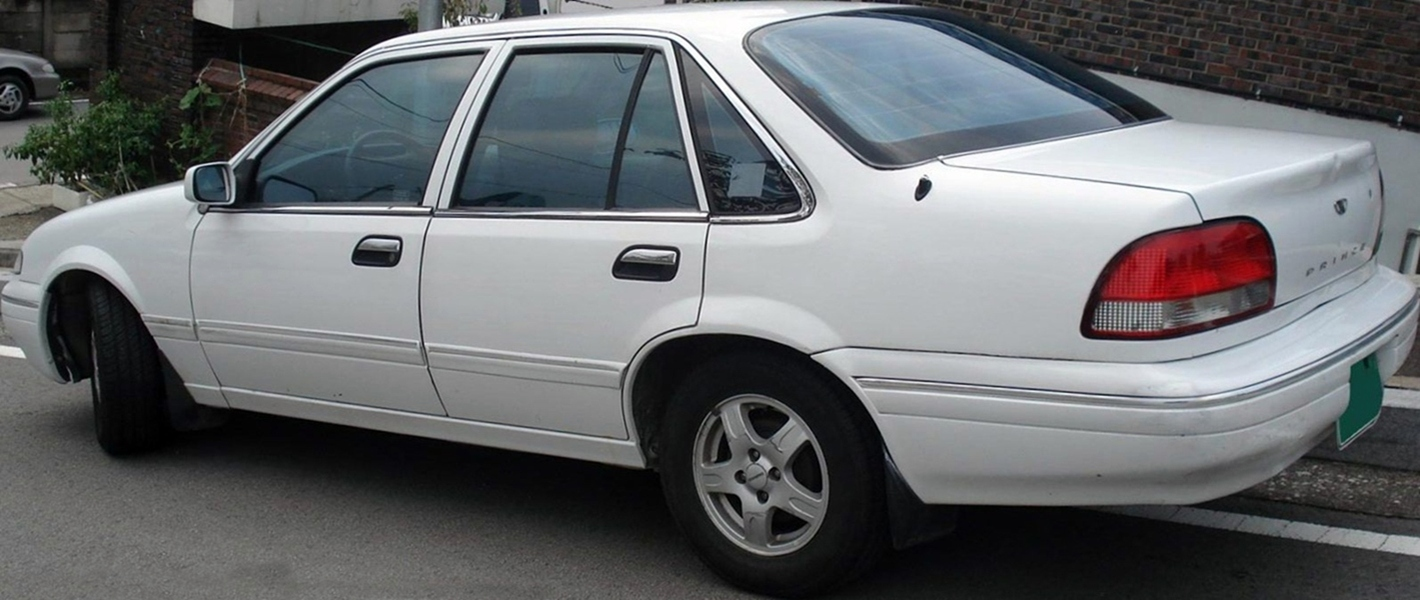
대우 뉴 프린스 후측면

기존 프린스의 페이스 리프트 차종으로, 1996년 1월 19일에 출시되었다. 프론트 뷰는 슬림형 헤드 램프 등 여전히 기존 프린스와 비슷한 느낌이나, 리어 뷰는 번호판 위치를 트렁크에서 범퍼 쪽으로 옮기고, 트렁크 리드를 살짝 접어 스포일러 기능을 더하는 등 큰 폭으로 바뀌었다. 이는 당시 판매 중이던 씨에로, 아카디아와도 비슷한 느낌을 부여하여 통일성을 이루었다. 실내 대시보드는 상급 차종인 브로엄의 것을 적용하여 한층 더 고급스러워졌다. 자가용은 1997년 4월 1일에 전륜구동 방식의 레간자의 출시에 따라 한동안 병행 생산되다 시판된 지 1년 6개월 만인 1997년 7월에 단종되어 14년 동안의 프린스의 역사는 막을 내려 20년 이상의 역사를 가진 대한민국의 후륜구동 중형차도 역사 속으로 사라졌다. 하지만 영업용(택시)은 수요가 꾸준하게 이어져 1999년 12월까지 생산되었다. 
- 전장(mm) : 4,802
- 전폭(mm) : 1,720
- 전고(mm) : 1,417
- 축거(mm) : 2,670
- 윤거(전, mm) : 1,435
- 윤거(후, mm) : 1,412
- 승차정원 : 5명
- 변속기 : 수동 5단/자동 4단 (영업용 택시도 자동변속기 옵션 선택 가능)
- 구동형식 : 후륜 구동

| 구분               | 1.8 SOHC               | 1.8 DOHC               | 2.0 SOHC               | 2.0 DOHC               |
| ------------------ | ---------------------- | ---------------------- | ---------------------- | ---------------------- |
| 연료               | 가솔린                 | 가솔린                 | 가솔린                 | 가솔린                 |
| 배기량(cc)         | 1,796                  | 1,799                  | 1,998                  | 1,998                  |
| 최고출력(ps/rpm)   | 110/5,400              | 138/5,800              | 115/5,200              | 145/5,200              |
| 최대토크(kg*m/rpm) | 16.4/2,600             | 18.6/4,500             | 18.0/2,600             | 20.1/4,200             |
| 연비(km/l)         | 13.2(수동)/ 11.5(자동) | 13.4(수동)/ 11.6(자동) | 12.2(수동)/ 10.7(자동) | 12.5(수동)/ 11.7(자동) |

## 역대 슬로건
- 우리 세대의 중형차 (프린스)
- 달릴수록 믿음직한 차 (뉴 프린스)

## 미디어 속의 프린스

### 영화
- 투캅스 2에서는 강형사(박중훈 분)와 이형사(김보성 분)의 차량으로 프린스(허버드 블루 ACE)가 등장하였다.
- 공공의 적에서는 송행기 형사 (기주봉 분)는 강철중 형사(설경구 분)와 같이 타던 프린스(블랙, 검정)가 등장하였다.

### 드라마
- 전원일기에서 김용건의 차량으로 프린스(검정색)가 등장한다.
- 악의 마음을 읽는 자들에서 국영수 계장(진선규 분)의 차량으로 등장한다.
- 이 부부가 사는 법 56화에서 배재민(이영하 분)의 차량으로(V91) 등장하는데 주행 중 혼잣말을 하는 등 정신나간 상태로 운행하다 추락 후 폭발한다.

### 교양
- 경찰청 사람들에서 사건이나 재연할때 단골로 차량으로 등장한다.